# Garner (North Carolina)
Garner is een plaats (town) in de Amerikaanse staat North Carolina, en valt bestuurlijk gezien onder Wake County.

## Demografie
Bij de volkstelling in 2000 werd het aantal inwoners vastgesteld op 17.757.
In 2006 is het aantal inwoners door het United States Census Bureau geschat op 23.741, een stijging van 5984 (33.7%). De plaats heeft een vrij grote zwarte gemeenschap (~27%).

## Geografie
Volgens het United States Census Bureau beslaat de plaats een oppervlakte van
35,2 km², waarvan 33,2 km² land en 2,0 km² water. Garner ligt op ongeveer 108 m boven zeeniveau.

## Plaatsen in de nabije omgeving
De onderstaande figuur toont nabijgelegen plaatsen in een straal van 20 km rond Garner.